# Leptothorax barroi
Leptothorax barroi är en myrart som först beskrevs av Carlos Guillermo Aguayo 1931.  Leptothorax barroi ingår i släktet smalmyror, och familjen myror. Inga underarter finns listade i Catalogue of Life.